# Crkva sv. Jelene u Škripu
Crkva sv. Jelene je rimokatolička crkva u Škripu na otoku Braču.

## Opis
Župna crkva sv. Jelene Križarice smještena je na poljani pored dvorca Cerinić. U drugoj polovici 18. stoljeća gradi se nova crkva u duhu provincijskog baroka. Jednobrodna građevina s izduženom pačetvorinastom apsidom građena je finim klesancima na vanjštini i u unutrašnjosti. Glavno pročelje završava zabatom izvijene linije, a nad monumentalnim portalom je niša s kamenim baldahinom s kipom Bogorodice. Unutrašnjost s ravnim stropom s gušom razdijeljena je plitkim pilastrima s oltarnim nišama. U njih su ugrađeni drveni kasnorenesansni oltari.

## Zaštita
Pod oznakom Z-1559 zavedena je kao nepokretno kulturno dobro - pojedinačno, pravna statusa zaštićena kulturnog dobra.

## Vanjske poveznice
|  | Zajednički poslužitelj ima još gradiva o temi Crkva sv. Jelene u Škripu |